# Song Shanshan
Song Shanshan (chinesisch 宋珊珊, Pinyin Song Shanshan; * 25. März 1987) ist eine ehemalige chinesische Tennisspielerin.

## Karriere
Song spielte hauptsächlich Turniere auf der ITF Women’s World Tennis Tour, wo sie sechs Titel im Doppel gewinnen konnte.

## Turniersiege

### Doppel
| Nr. | Datum            | Turnier   | Kategorie   | Belag     | Partnerin        | Finalgegnerinnen                         | Ergebnis      |
| --- | ---------------- | --------- | ----------- | --------- | ---------------- | ---------------------------------------- | ------------- |
| 1.  | 18. Februar 2006 | Shenzhen  | ITF $10.000 | Hartplatz | Liang Chen       | Hao Jie Yang Shujing                     | 7:5, 6:1      |
| 2.  | 13. Mai 2006     | Neu-Delhi | ITF $10.000 | Hartplatz | Zhao Yijing      | Rushmi Chakravarthi Archana Venkataraman | 6:3, 6:4      |
| 3.  | 3. März 2007     | Hamilton  | ITF $10.000 | Hartplatz | Mari Tanaka      | Tomoko Dokei Etsuko Kitazaki             | 6:2, 6:0      |
| 4.  | 5. Mai 2007      | Chengdu   | ITF $25.000 | Hartplatz | Natsumi Hamamura | Chen Yanchong Liu Wanting                | 7:5, 4:6, 6:2 |
| 5.  | 12. Mai 2007     | Chengdu   | ITF $25.000 | Hartplatz | Xie Yanze        | Huang Lei Xu Yifan                       | 6:3, 7:5      |
| 6.  | 18. August 2007  | Tokio     | ITF $10.000 | Teppich   | Zhao Yijing      | Maiko Inoue Mari Inoue                   | 6:3, 6:1      |